# Кубок Европы по лёгкой атлетике в помещении
Кубок Европы по лёгкой атлетике в помещении — международное командное соревнование по лёгкой атлетике, проводившееся с 2003 по 2008 год Европейской легкоатлетической ассоциацией. Соревнования проходили в середине февраля в годы чемпионатов мира в помещении, за две-три недели до главного старта зимнего сезона. Всего состоялось четыре розыгрыша турнира. К участию допускались по 8 лучших мужских и женских команд по итогам предыдущего летнего Кубка Европы.

## История
Кубок Европы в помещении появился в легкоатлетической программе в 2003 году. Европейская ассоциация провела всего четыре розыгрыша, после чего турнир был упразднён.
Соревнования прошли в 2003, 2004, 2006 и 2008 годах, когда главным зимним стартом сезона был чемпионат мира в помещении, проводимый ИААФ. Таким образом Европейская ассоциация избегала дополнительных организационных проблем, связанных с необходимостью проведения в сжатые сроки двух крупных континентальных турниров (Кубка и зимнего чемпионата Европы).
Странами-рекордсменами по числу побед в недолгой истории Кубка Европы являются Россия у женщин (выигравшая все четыре розыгрыша) и Франция у мужчин (два раза).

## Формат
В соревнованиях принимали участие 8 лучших команд среди мужчин и женщин по итогам летнего Кубка Европы, проводимого годом ранее. В 2006 и 2008 годах от участия отказалась сборная Великобритании, в 2008 — Греция, их места были отданы следующим командам по рейтингу.
Каждая страна выставляла по одному участнику в каждом виде программы, а также одну эстафетную команду. Победивший спортсмен приносил сборной 8 очков, занявший второе место — 7 очков, третье место — 6 очков и т. д. Дисквалифицированные и не финишировавшие участники не получали очков за своё выступление. Результаты всех участников шли в зачёт страны в командном первенстве.
Соревнования проходили в один день по сокращённой программе. Состав беговых видов всегда был полным (60, 400, 800, 1500, 3000 метров, 60 метров с барьерами, шведская эстафета), а технические поочерёдно менялись у мужчин и женщин. Так, в 2003 и 2006 годах мужчины состязались в прыжке в высоту, прыжке в длину и толкании ядра, а женщины — в прыжке с шестом и тройном прыжке. В 2004 и 2008 годах происходил «обмен» техническими дисциплинами.

## Розыгрыши
| № | Год  | Город   | Страна   | Сроки      | Стадион         | Кол-во стран | Кол-во атлетов |
| - | ---- | ------- | -------- | ---------- | --------------- | ------------ | -------------- |
| 1 | 2003 | Лейпциг | Германия | 15 февраля | «Арена Лейпциг» | 9            | 195            |
| 2 | 2004 | Лейпциг | Германия | 14 февраля | «Арена Лейпциг» | 11           | 193            |
| 3 | 2006 | Льевен  | Франция  | 5 марта    | «Стад-Кувер»    | 10           | 193            |
| 4 | 2008 | Москва  | Россия   | 16 февраля | Манеж «ЦСКА»    | 9            | 200            |

## Рекорды соревнований
Следующие результаты являются лучшими в истории Кубков Европы в помещении.

### Мужчины
| Дисциплина                 | Рекорд  | Спортсмен                                                         | Страна         | Год  | Место             |
| -------------------------- | ------- | ----------------------------------------------------------------- | -------------- | ---- | ----------------- |
| 60 м                       | 6,51    | Джейсон Гарденер                                                  | Великобритания | 2004 | Лейпциг, Германия |
| 400 м                      | 46,46   | Дмитрий Форшев                                                    | Россия         | 2004 | Лейпциг, Германия |
| 800 м                      | 1.48,65 | Рене Хермс                                                        | Германия       | 2003 | Лейпциг, Германия |
| 1500 м                     | 3.41,64 | Хуан Карлос Игуэро                                                | Испания        | 2003 | Лейпциг, Германия |
| 3000 м                     | 7.49,70 | Герт-Ян Лиферс                                                    | Нидерланды     | 2004 | Лейпциг, Германия |
| 60 м с барьерами           | 7,44    | Евгений Борисов                                                   | Россия         | 2008 | Москва, Россия    |
| Прыжок в высоту            | 2,28 м  | Алессандро Талотти                                                | Италия         | 2003 | Лейпциг, Германия |
| Прыжок с шестом            | 5,70 м  | Бьёрн Отто                                                        | Германия       | 2004 | Лейпциг, Германия |
| Прыжок в длину             | 8,09 м  | Яго Ламела                                                        | Испания        | 2003 | Лейпциг, Германия |
| Тройной прыжок             | 17,31 м | Кристиан Ульссон                                                  | Швеция         | 2004 | Лейпциг, Германия |
| Толкание ядра              | 20,60 м | Томаш Маевский                                                    | Польша         | 2006 | Льевен, Франция   |
| Эстафета 800+600+400+200 м | 4.10,58 | Дмитрий Богданов Юрий Борзаковский Владислав Фролов Роман Смирнов | Россия         | 2008 | Москва, Россия    |

### Женщины
| Дисциплина                 | Рекорд  | Спортсмен                                                          | Страна         | Год  | Место             |
| -------------------------- | ------- | ------------------------------------------------------------------ | -------------- | ---- | ----------------- |
| 60 м                       | 7,16    | Кристина Аррон                                                     | Франция        | 2006 | Льевен, Франция   |
| 400 м                      | 51,31   | Олеся Красномовец                                                  | Россия         | 2004 | Лейпциг, Германия |
| 800 м                      | 2.00,41 | Ольга Распопова                                                    | Россия         | 2004 | Лейпциг, Германия |
| 1500 м                     | 4.08,63 | Хейли Туллетт                                                      | Великобритания | 2003 | Лейпциг, Германия |
| 3000 м                     | 8.53,45 | Елена Задорожная                                                   | Россия         | 2004 | Лейпциг, Германия |
| 60 м с барьерами           | 7,93    | Жозефин Ониа                                                       | Испания        | 2008 | Москва, Россия    |
| Прыжок в высоту            | 2,00 м  | Даниэла Рат                                                        | Германия       | 2004 | Лейпциг, Германия |
| Прыжок в высоту            | 2,00 м  | Ариане Фридрих                                                     | Германия       | 2008 | Москва, Россия    |
| Прыжок с шестом            | 4,80 м  | Анна Роговская                                                     | Польша         | 2006 | Льевен, Франция   |
| Прыжок в длину             | 6,72 м  | Ирина Симагина                                                     | Россия         | 2004 | Лейпциг, Германия |
| Тройной прыжок             | 14,23 м | Аделина Гаврилэ                                                    | Румыния        | 2003 | Лейпциг, Германия |
| Толкание ядра              | 18,50 м | Кристина Забавская                                                 | Польша         | 2004 | Лейпциг, Германия |
| Эстафета 200+400+600+800 м | 4.41,69 | Юлия Табакова Светлана Гончаренко Наталья Хрущелёва Светлана Клюка | Россия         | 2003 | Лейпциг, Германия |

## Победители командного зачёта

### Мужчины
| Страна  | Количество побед | Годы побед |
| ------- | ---------------- | ---------- |
| Франция | 2                | 2004, 2006 |
| Испания | 1                | 2003       |
| Россия  | 1                | 2008       |

### Женщины
| Страна | Количество побед | Годы побед             |
| ------ | ---------------- | ---------------------- |
| Россия | 4                | 2003, 2004, 2006, 2008 |